# Дюхельсдорф
Дюхельсдорф (нім. Düchelsdorf) — громада в Німеччині, розташована в землі Шлезвіг-Гольштейн. Входить до складу району Герцогство Лауенбург. Складова частина об'єднання громад Беркентін.
Площа — 3,01 км2. Населення становить 167 ос. (станом на 31 грудня 2020).